# Академия наук Молдовы
Акаде́мия нау́к Молдо́вы (рум. Academia de Ştiinţe a Moldovei) — высшее научное учреждение Молдавии, ведущий центр фундаментальных исследований в области естественных и общественных наук в стране. Основана в 1961 на базе Молдавского филиала Академии наук СССР. Находится в Кишинёве.

## История
В июне 1946 года Президиум Академии наук СССР принял решение о создании в Кишинёве Молдавской научно-исследовательской базы АН СССР. Её директором стал академик Вячеслав Волгин, позднее учреждением руководил Павел Баранов. В октябре 1949 научно-исследовательская база была преобразована в Молдавский филиал Академии наук СССР. С 1954 года его возглавил историк Яким Гросул. 26 июля 1960 года Совет министров СССР принял постановление «О создании Академии наук Молдавской ССР» на базе научно-исследовательских институтов Молдавского филиала АН СССР. Подобное постановление было принято 29 ноября 1960 года Президиумом Верховного Совета и Советом Министров МССР.

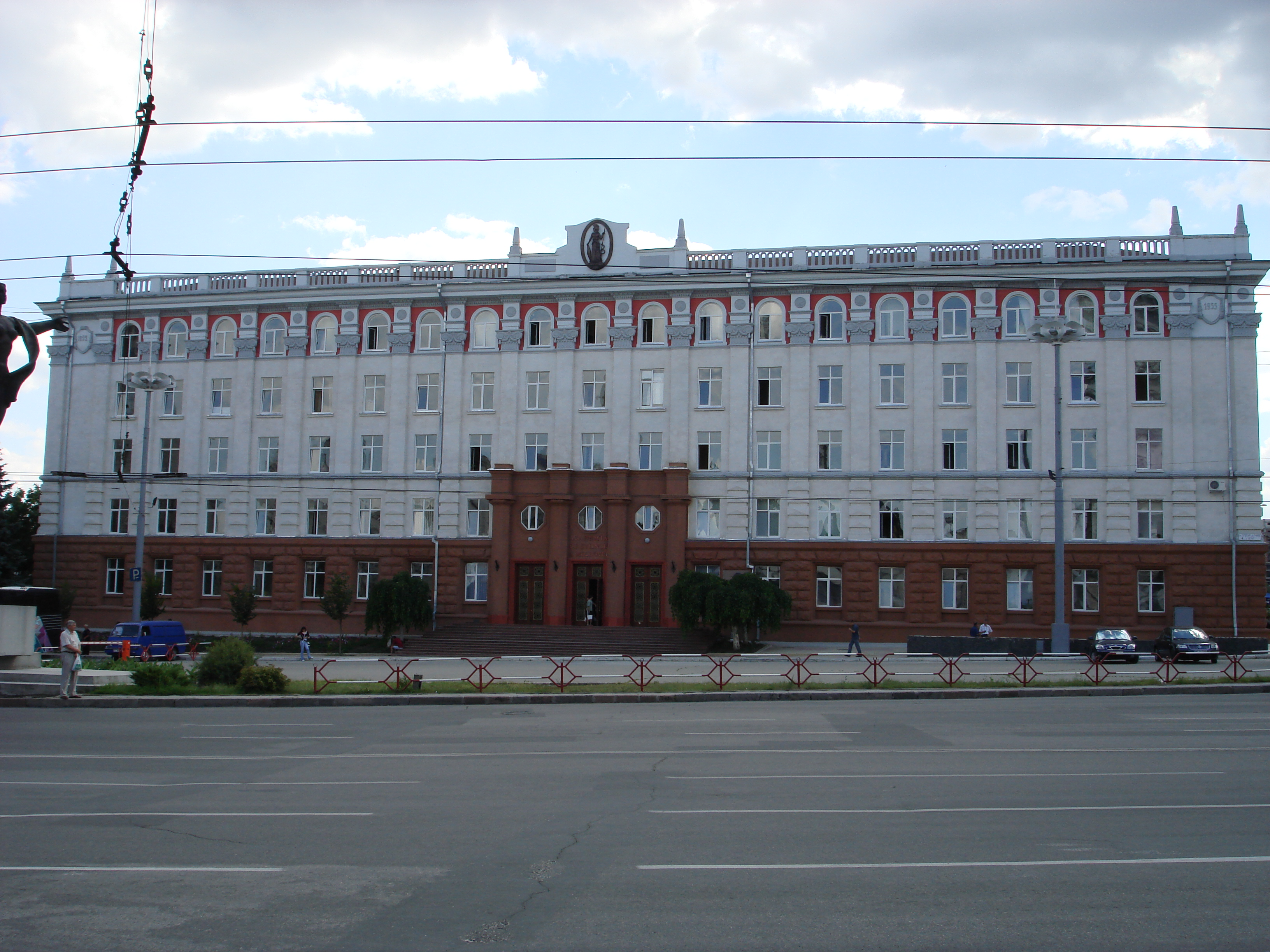
Академия наук Молдавии

2 августа 1961 года в Кишинёве состоялось торжественное открытие Академии наук Молдавской ССР. Первыми действительными членами Академии наук Молдавской ССР стали химики Антон Аблов и Георгий Лазурьевский, математик Владимир Андрунакиевич, филолог Иосиф Вартичан, историк Яким Гросул, инженер-физик Борис Лазаренко, писатель Андрей Лупан, биологи Прокофий Дворников, Яков Принц и Алексей Спасский, экономист Василий Червинский. Первыми членами-корреспондентами были утверждены: биологи Иван Дикусар, Лазарь Дорохов, Анатолий Коварский, Константин Морару, Михаил Ярошенко, филолог Николай Корлэтяну, химик Юрий Ляликов, специалист-механизатор Юрий Петров, географ Макарий Радул, историк Евгений Руссев, винодел Пётр Унгурян, экономист Николай Фролов, энергетик Георгий Чалый.
Ведущие направления исследований Академии: комплекс проблем, связанных с повышением продуктивности сельского хозяйства, химизация сельского хозяйства; химия биологически активных веществ; физика полупроводников; применение электрических полей и разрядов в различных отраслях техники; химия комплексных соединений; экономика; история, литература и язык молдавского народа.
В советское время Академия издавала «Известия Академии наук Республики Молдова» (на молдавском и русском языках, с 1962), журналы «Электронная обработка материалов» (с 1965), «Молдавский язык и литература» (на молдавском языке, с 1958) и другие, подготавливала к изданию Молдавскую советскую энциклопедию.

## Постсоветский период
На 1 января 2005 в Академии наук работали 2107 сотрудников, из которых 952 исследователя и 540 докторов наук.
С сентября 2009 открыт Университет при Академии наук Молдовы.

## Реформа 2017 года
В октябре 2017 Президент Молдавии Игорь Додон подписал закон, который предусматривает реформу Академии наук Молдовы:
- Ряд подразделений Академии передаются на баланс Министерства образования, культуры и исследований;
- Для распределения фондов на научные исследования создается Агентство по исследованиям и развитию, подчиненное правительству Молдавии.

## Руководство и подразделения
- Президент: Ион Тигиняну с 9 апреля 2019 (и. о. 28 ноября 2018 — 9 апреля 2019).
- Вице-президенты: Теодор Фурдуй, Мариана Шлапак.
- Главный учёный секретарь: Борис Гаина.

Научные подразделения:
- Биологических, химических и экологических наук
- Медицинских наук
- Физических и инженерных наук
- Экономических наук
- Гуманитарных наук и искусства
- Сельскохозяйственных наук

## Президенты
- Гросул, Яким Сергеевич (2 августа 1961 — 28 сентября 1976)
- Жученко, Александр Александрович (июнь 1977 — 10 ноября 1989)
- Андриеш, Андрей Михайлович (10 ноября 1989 — 5 февраля 2004)
- Дука, Георгий Григорьевич (5 февраля 2004 — 28 ноября 2018)
- Тигиняну, Ион Михайлович (с 9 апреля 2019; и. о. 28 ноября 2018 — 9 апреля 2019)

## Актуальный состав
Согласно официальному сайту академии, количество действующих членов академии на 3 июня 2025 года — 81 (академиков — 43, членов-корреспондентов — 38). Старший по возрасту из них — физик Исаак Берсукер, академик (род. 1928), младший — экономист Александру Стратан, член-корреспондент (род. 1976).

## Адрес
Бульвар Штефан чел Маре, д. 1, Кишинёв, MD 2001, Республика Молдова. Телефон: (+373 22) 27-14-78.
Координаты: 47°00′48″ с. ш. 28°50′50″ в. д.